# Каменное зало
Каменное зало (Каменный зал, Концертный зал) — павильон дворцово-паркового ансамбля «Ораниенбаум», расположенный между Большим Меншиковским дворцом и павильоном Катальной горки, на краю естественной возвышенности.

## История

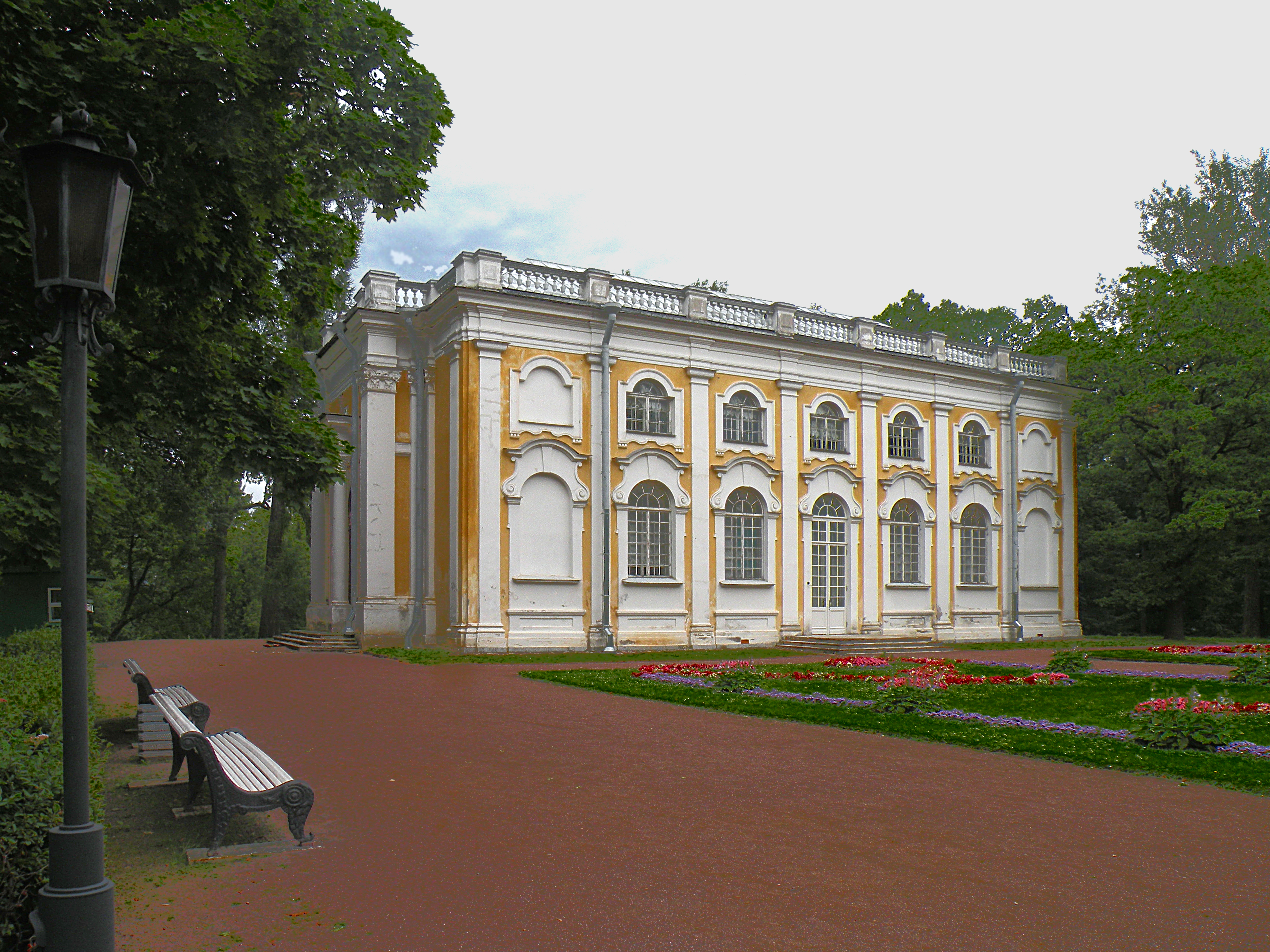
Каменное зало летом

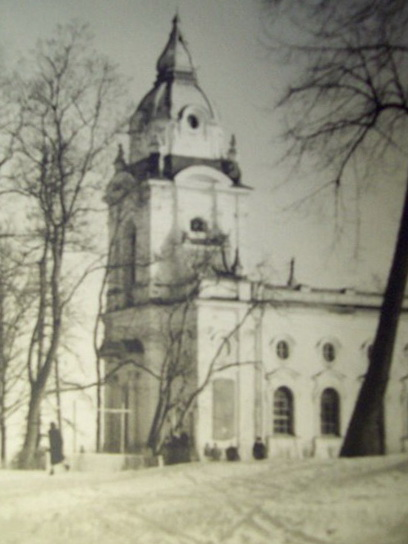
Кирха св. Елены до реконструкции

Строительство Каменного зала проходило в 1749—1751 гг. Автор проекта доподлинно неизвестен, вероятно, им был Б. Ф. Растрелли, а Д. А. Кючарианц полагает вероятным авторство М. Г. Земцова, указывая на сходство Каменного зала и Зала славных торжествований в Летнем саду.
Изначально павильон состоял из каменного дома и примыкающих г-образных в плане деревянных флигелей. Фасад расчленён пилястрами, объединяющими высокий нижний и антресольный этажи. Над карнизом идёт балюстрада с тумбами и вазами по оси пилястр. У окон сделаны фигурные наличники и сандрики.
В документах 1750-х годов Каменное зало именуется то Новым дворцом, то Маскарадным, а затем — Концертным. Здание, по всей видимости, предназначалось для концертов — в нём был большой зал со сценой. В 1750-х годах у Каменного зала проводится несколько дворцовых праздников «молодого двора», устроенных великой княгиней Екатериной Алексеевной. Например, по случаю именин Пётра Фёдоровича летом 1757 года была дана кантата «Пророчествующая Урания» (слова А. Денци, перевод М. В. Ломоносова). В спектакле была задействована созданная Ломоносовым «машина» из глобусов и сфер, на которых восседала муза Урания.
В 1780-х годах здание не использовалось. В 1808 году было приспособлено под военный сухопутный госпиталь. В 1824 году прошёл ремонт под руководством В. П. Стасова, деревянные флигеля были разобраны.
В 1843 году по настоянию Елены Павловны здание было перестроено под лютеранскую кирху св. Елены. Здесь проходили семейные торжества с участием её зятя Георгия Мекленбург-Стрелицкого, а потом и внуков. В 1902 году архитектор О. Паульсон надстраивает над западной частью здания каменную колокольню, которая была снесена в 1967 году, когда реставратор М. М. Плотников вернул зданию предполагаемый изначальный облик в стиле елизаветинского барокко. Апсида с восточной стороны и ризалит с западной и сегодня напоминают о времени, когда парковый павильон служил храмом.
По оси Каменного зала в 1750-х гг. прокладывается Тройная липовая аллея, первая планировочная ось нового сада в Ораниенбауме — будущей Собственной дачи Екатерины II. Перед залом находится П-образный пруд, через который перекинуто два каменных моста.
В настоящее время в павильоне находится выставка парковой и интерьерной скульптуры Ораниенбаума, а также расположен интерактивный кинотеатр. В течение летнего сезона в Каменном зале проходят концерты классической музыки.